# Эта-мезон
Э́та-мезо́ны — нейтральные элементарные частицы с изотопическим спином 0, представляющие собой мезоны со скрытой странностью. Существует две их разновидности: эта-ноль-мезон η и эта-штрих-мезон η′. Эта-мезон входит в октет псевдоскалярных мезонов, а η′ образует дополняющий его синглет.
Эта-мезон открыт на Беватроне в 1961 году, η′-мезон открыт в 1964 году.

## Характеристики
Эта-мезоны являются истинно нейтральными частицами, то есть являются античастицей для самого себя. Количественная теория распадов эта-мезонов ещё не завершена
| Частица | Кварковый состав                                                                        | Энергия покоя, МэВ | IG | JPC | Q | S | c | b | Среднее время жизни, с | Основная мода распада                       |
| ------- | --------------------------------------------------------------------------------------- | ------------------ | -- | --- | - | - | - | - | ---------------------- | ------------------------------------------- |
| η       | {\displaystyle {\frac {1}{\sqrt {6}}}\left(u{\bar {u}}+d{\bar {d}}-2s{\bar {s}}\right)} | 547,853 ± 0,024    | 0+ | 0−+ | 0 | 0 | 0 | 0 | 5,1⋅10−19              | γ + γ π0 + π0 + π0 π+ + π− + π0 π+ + π− + γ |
| η′      | {\displaystyle {\frac {1}{\sqrt {3}}}\left(u{\bar {u}}+d{\bar {d}}+s{\bar {s}}\right)}  | 957,78 ± 0,06      | 0+ | 0−+ | 0 | 0 | 0 | 0 | 3,1⋅10−21              | π+ + π− + η ρ0 + γ π0 + π0 + η              |